# Златишко-Пирдопска котловина
Златишко-Пирдопската котловина е котловина в Средногорско-Подбалканската област, петата по ред от запад на изток задбалканска котловина.
Златишко-Пирдопската котловина е разположена между Етрополска и Златишко-Тетевенска планина (части от Стара планина) на север и Същинска Средна гора на юг и Ихтиманска Средна гора на югозапад. На запад планинския рид Гълъбец (925 м) я отделя от Камарската котловина, а на изток най-високият подбалкански праг Козница (1092 м) – от Карловската котловина.
Площта ѝ е 120 км2. Дължината ѝ от запад на изток е 36 км, а ширината ѝ 3 – 8 км. Средната ѝ надморска височина е 750 м и е наклонена на юг. В средата ѝ се издигат две малки възвишения Гусенец (834 м) и Весела могила, от които котловината се поделя на две части – западна хълмиста Мирковска част и източна равнинна – Златишко поле.
Северните периферни части на котловината са запълнени с големи наносни конуси. Тя представлява едностранен грабен, потъвал неколкократно през терциера. От север се ограничава с Подбалканския разлом. По напречни разломи с посока север – юг са образувани вътрешнокотловинни понижения и прагове, изразени морфоложки на терена. В подножието на Стара планина е образуван мощен делувиално-пролувиален шлейф. Старопланинските склонове на котловината са изградени от палеозойски и горнокредни скали и са стръмни и обезлесени, а средногорските склонове са изградени главно от гранити, покрити с букови гори.
Котловината се отводнява от река Тополница и десните ѝ притоци Буновска, Мирковска, Воздол, Мавджарина и др. Климатът е континентален с около 600 мм годишен валеж с летен максимум. Почвите са делувиално-пролувиални и кафяви горски.
Стопански котловината е добре усвоена като се отглеждат основно ръж, картофи, ябълки и др. Големи площи са заети от ливади и пасища. В някои части на котловината в резултат на минните разработки природната среда е нарушена и променена от антропогенно въздействие.
В котловината са разположени 2 града и 8 села: В централната ѝ част градовете Златица и Пирдоп и селата Чавдар, Челопеч и Църквище. на запад – селата Мирково, Буново и Бенковски, а в източната – селата Антон и Душанци.
През котловината преминават участъци от два пътя от Държавната пътна мрежа:
- От запад на изток, между селата Буново и Антон, на протежение от 44,4 км – участък от първокласен път № 6 ГКПП „Гюешево“ – София – Карлово – Бургас.
- От север на юг, на протежение от 6,4 км – участък от второкласен път № 6 Ябланица – Панагюрище – Пазарджик – Барутин.

От запад на изток, между гарите Буново и Копривщица преминава и участък от трасето на Подбалканската жп линия София – Карлово – Бургас.

## Топографска карта
- Лист от карта K-34-48. Мащаб: 1 : 100 000.
- Лист от карта K-34-60. Мащаб: 1 : 100 000.
- Лист от карта K-35-37. Мащаб: 1 : 100 000.
- Лист от карта K-35-49. Мащаб: 1 : 100 000.